# Air Mauritius
Air Mauritius is de nationale luchtvaartmaatschappij van Mauritius, met hoofdkantoor in Port Louis.
Er worden regionale en internationale vluchten uitgevoerd naar meer dan 30 bestemmingen met ongeveer 80 vluchten per week. De thuisbasis is Sir Seewoosagur Ramgoolam International Airport (MRU), Mauritius.

## Geschiedenis
Air Mauritius werd opgericht op 14 juni 1967 en begon als luchtvaartagent.
In augustus 1972 werd er een bescheiden begin gemaakt met eigen vluchten met een Piper Navajo PA-31 met 6 plaatsen. De eerste reguliere vlucht was van Mauritius naar Réunion.
Internationale vluchten volgden in 1977 met een Boeing 707 geleased van British Airtours.
Tijdens de jaren 70 & 80 zette de luchtvaartmaatschappij Boeing 747's in, in hun SP configuratie (SP betekent Special Performance of Speciale Prestaties) op de langere routes.
Begin van de 21e eeuw werden alle 747's uit dienst genomen en vanaf 2006 werden Airbus A340 toestellen gebruikt, evenals de in 1988 geïntroduceerde Boeing 767's, ATR 72's, geïntroduceerd in 2002 voor inter-eilandroutes en een Airbus A319 voor regionale vluchten op het Afrikaanse continent. Air Mauritius werd wereldwijd ook een van de weinige luchtvaartmaatschappijen (samen met onder andere: Aeroflot, British Airways en Air Sahara) die een vliegtuigdienst hebben gecombineerd met helikoptervluchten, gebruik makend van helikopters van Bell Aircraft Corporation.
In december 2006 startte Air Mauritius met de inzer van Airbus A340-300E’s op de routes naar London Heathrow en Hong Kong. Vervolgens voegde Air Mauritius twee Airbus A330-200’s toe ter vervanging van de Boeing 767-200ER in het najaar van 2007. Sinds februari 2007 werd er minder gebruik gemaakt van de twee Boeing 767-23B(ER)’s. De A340-300s op de routes naar India, Maleisië, Singapore en Perth werden na de levering in 2007 en 2009 vervangen door twee A330-200 (twinjet) toestellen.  
Vervolgens werden zes Airbus A350-900 XWB toestellen besteld, als opvolgers van de A340's. De eerste twee toestellen werden in 2017 en 2018 in gebruik genomen. De andere vier volgen normaal in 2022 en 2023.
Sinds 1995 staat de luchtvaartmaatschappij vermeld op de beurs van Mauritius. Het bedrijf is eigendom van de Air Mauritius Holding (51%), openbare aandelen (19,97%), Port Louis Fund (6.32%), State Investment Corporation (4.72%), government of Mauritius (4.53%), Rogers and Company (4.28%), British Airways (3.84%), Air France (2.78%) en Air India (2.56%). Het bedrijf heeft 2761 personeelsleden in dienst (maart 2007).
Door de coronacrisis werd de vluchtuitvoering van de luchtvaartmaatschappij vrijwel geheel gestaakt, wat resulteerde in financiële problemen. Op 22 april 2020 vroeg de luchtvaartmaatschappij uitstel van betaling aan. Curatoren onderzoeken nu hoe Air Mauritius in de toekomst verder kan.

## Bestemmingen

### Afrika
- Comoren: Moroni
- Kenia: Nairobi
- Madagaskar: Antananarivo
- Mauritius: Mahébourg, Rodrigues
- Réunion: Saint-Denis
- Seychellen
- Zuid-Afrika: Kaapstad, Durban, Johannesburg

### Azië
- China: Hongkong
- India: Chennai, Delhi, Mumbai
- Maleisië: Kuala Lumpur
- Singapore

### Europa
- Frankrijk: Parijs
- Duitsland: Frankfurt am Main
- Italië: Milaan, Rome
- Zwitserland: Genève, Zürich
- Verenigd Koninkrijk: Londen Heathrow

### Oceanië
- Australië: Melbourne, Perth, Sydney

## Vloot

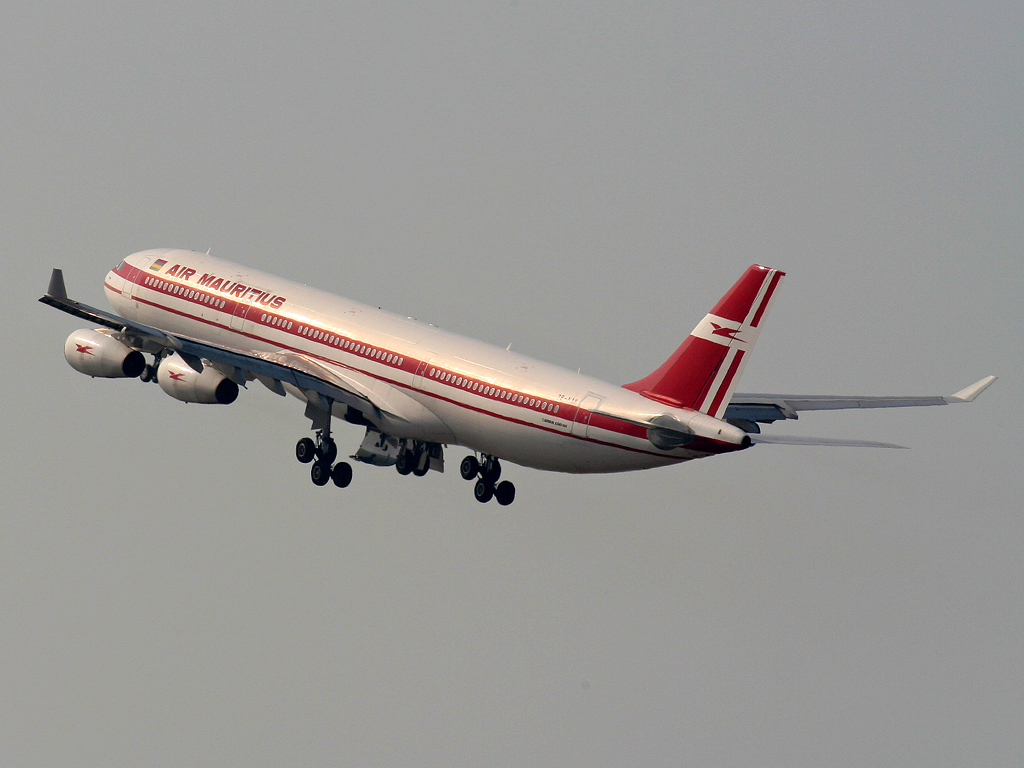
Airbus A340-300

De vloot van Air Mauritius bestaat uit de volgende vliegtuigen (november 2019):
| Vliegtuigtype      | In vloot | Bestellingen | Passagiers | Passagiers | Passagiers | Opmerkingen |  |
| Vliegtuigtype      | In vloot | Bestellingen | J          | Y          | Total      | Opmerkingen |  |
| ------------------ | -------- | ------------ | ---------- | ---------- | ---------- | ----------- |  |
| Airbus A319-100    | 2        | —            | 16         | 108        | 124        |             |  |
| Airbus A319-100    | 2        | —            | —          | 132        | 132        |             |  |
| Airbus A330-200    | 2        | —            | 24         | 251        | 275        |             |  |
| Airbus A330-900neo | 2        | —            | 28         | 263        | 291        |             |  |
| Airbus A340-300    | 2        | —            | 34         | 264        | 298        |             |  |
| Airbus A340-300    | 2        | —            | 34         | 266        | 300        |             |  |
| Airbus A350-900    | 2        | 4            | 28         | 298        | 326        |             |  |
| ATR 72-500         | 3        | —            | —          | 72         | 72         |             |  |
| Total              | 13       | 4            |            |            |            |             |  |